# Nhóm ngôn ngữ Zapotec
Nhóm ngôn ngữ Zapotec là một nhóm khoảng 50 ngôn ngữ Mesoamerica bản địa có mối quan hệ khắng khít với nhau tạo thành một nhánh chính của ngữ hệ Oto-Mangue và được nói bởi những người Zapotec từ tây nam vùng cao nguyên trung tâm của México. Cuộc điều tra dân số Mexico năm 2010 ghi nhận có 425.000 người nói, với phần lớn cư trú tại bang Oaxaca. Các cộng đồng nói ngôn ngữ Zototec cũng được tìm thấy ở các bang Puebla, Veracruz và Guerrero. Di cư lao động cũng đã đưa một số người nói tiếng Zapotec bản ngữ đến Hoa Kỳ, đặc biệt là ở California và New Jersey. Hầu hết các cộng đồng nói ngôn ngữ Zapotec đều có khả năng song ngữ cao với tiếng Tây Ban Nha.

## Thao khảo
- Beam de Azcona, Rosemary G. 2004. A Coatlán-Loxicha Zapotec Grammar. Ph.D. dissertation. University of California, Berkeley.
- Black, Cheryl A. 2000. Quiegolani Zapotec Syntax: A Principles and Parameters Account. SIL International and University of Texas at Arlington.
- Broadwell, George A. 2001. Optimal order and pied-piping in San Dionicio Zapotec. in Peter Sells, ed. Formal and Empirical Issues in Optimality Theoretic Syntax, pp. 197–123. Stanford: CSLI Publications.
- Egland, Steven; Doris Bartholomew; and Saul Cruz Ramos. 1983 [1978]. La inteligibilidad interdialectal en México: Resultados de algunos sondeos. Mexico City: Instituto Lingüístico de Verano.
- Fernández de Miranda, María Teresa. 1995. El protozapoteco. Edited by Michael J. Piper and Doris A. Bartholomew. Mexico City: El Colegio de México and Instituto Nacional de Antropología e Historia.
- Marlett, Stephen A., compiler. 2009. Basic vocabulary. In Cheryl A. Black, H. Andrew Black and Stephen A. Marlett (eds.) The Zapotec grammar files.
- Martínez, Valerie and Stephen A. Marlett. 2008. Nouns. In Cheryl A. Black, H. Andrew Black and Stephen A. Marlett (eds.) The Zapotec grammar files.
- Munro, Pamela, and Felipe H. Lopez, with Olivia V. Méndez [Martínez], Rodrigo Garcia, and Michael R. Galant. 1999. Di'csyonaary X:tèe'n Dìi'zh Sah Sann Lu'uc (San Lucas Quiaviní Zapotec Dictionary / Diccionario Zapoteco de San Lucas Quiaviní). Los Angeles: (UCLA) Chicano Studies Research Center Publications.
- Smith Stark, Thomas. 2007. Algunos isoglosas zapotecas. Clasificación de las lenguas indígenas de México: Memorias del III Coloquio Internacional del Lingüística Mauricio Swadesh, ed. Christina Buenrostro et al, pp. 69–134. Mexico City: UNAM y Instituto Nacional de Lenguas Indígenas.
- Stubblefield, Morris and Carol Stubblefield. 1991. Diccionario Zapoteco de Mitla. Instituto Lingüístico de Verano, Mexico.